# Pfarrkirche Eggendorf

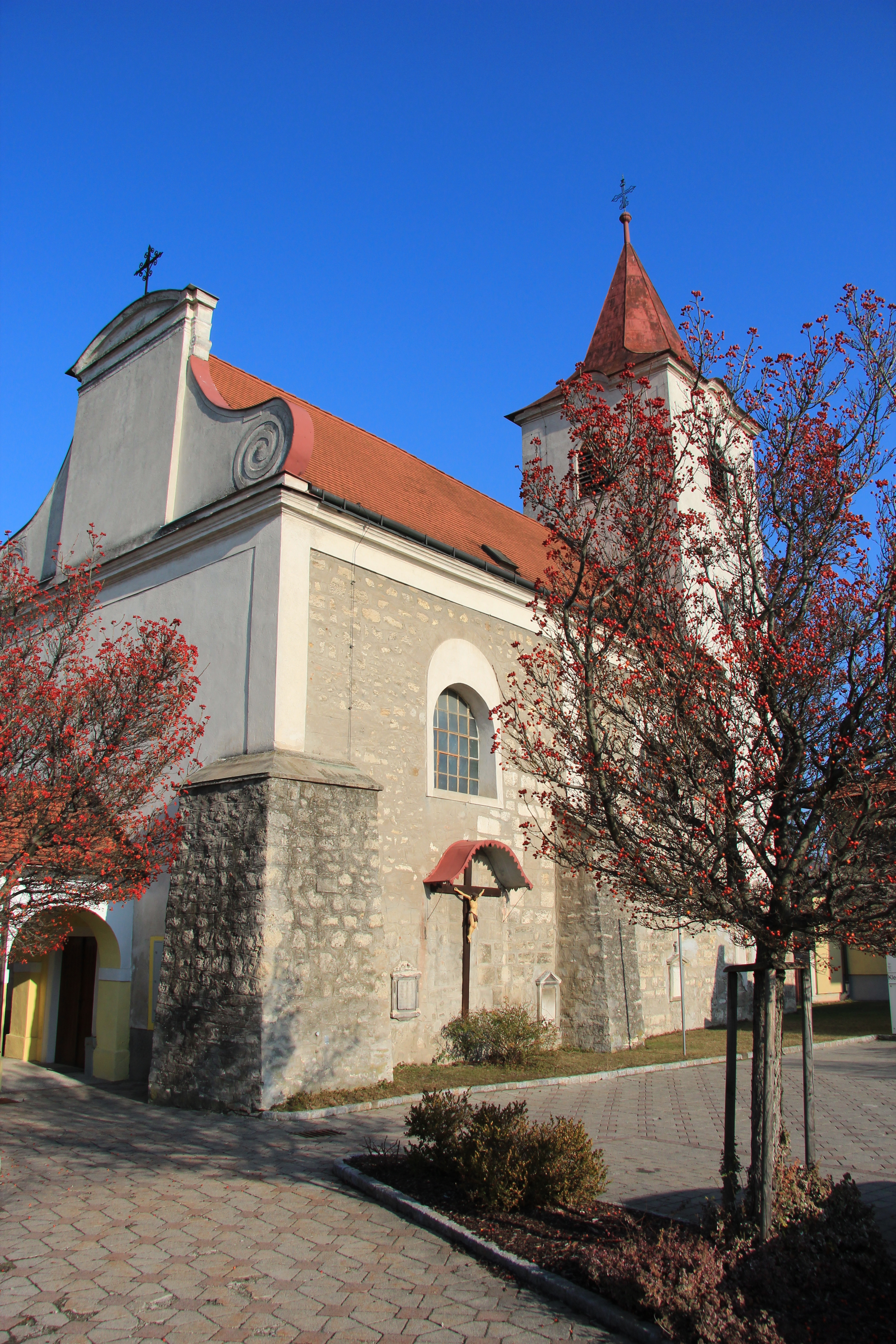
Pfarrkirche Peter und Paul in Eggendorf

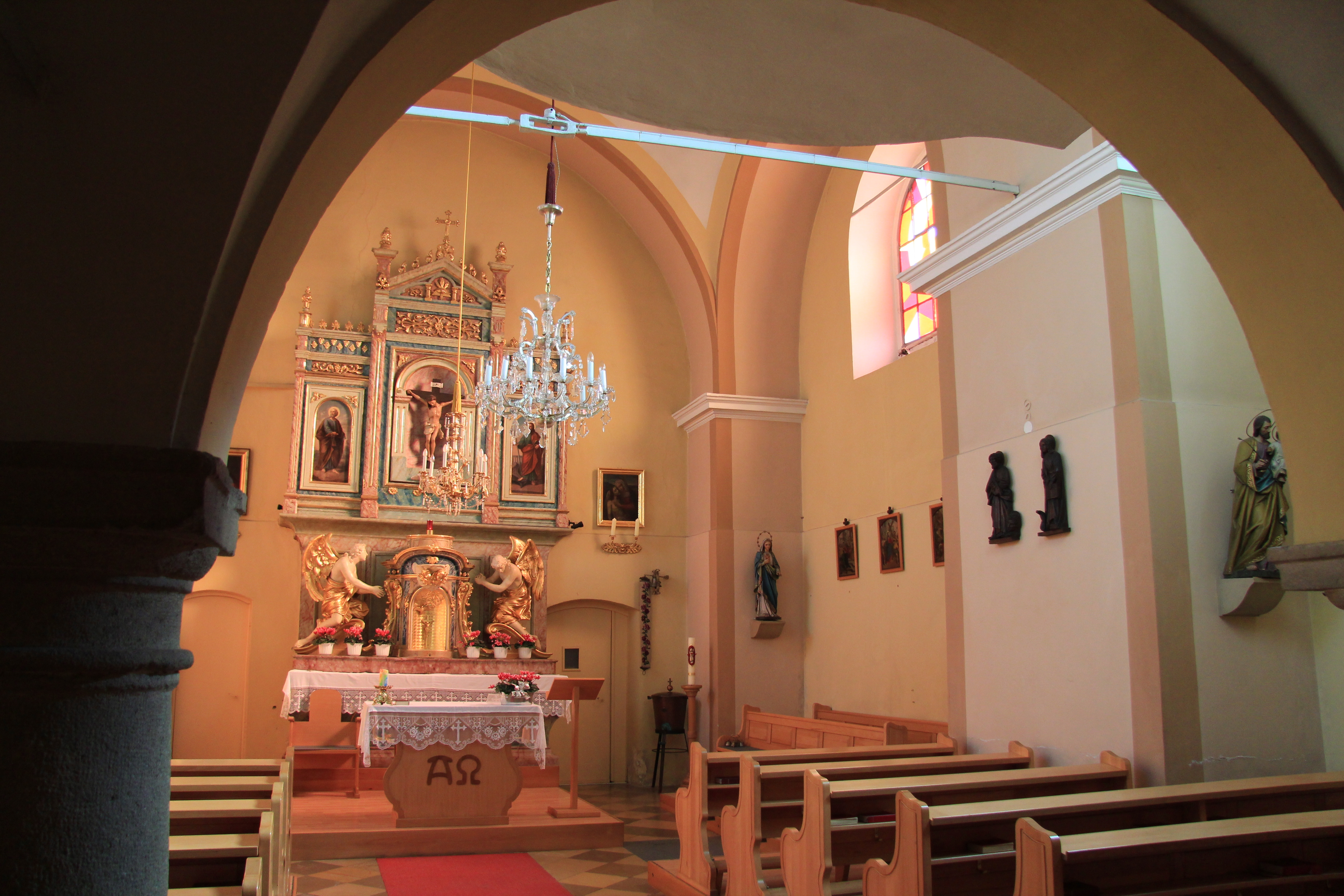
Kircheninneres zum Hochaltar

Die römisch-katholische Pfarrkirche Eggendorf steht in der Ortsmitte von Untereggendorf in der Gemeinde Eggendorf in Niederösterreich. Die Pfarrkirche Peter und Paul gehört zum Dekanat Wiener Neustadt im Vikariat Unter dem Wienerwald der Erzdiözese Wien. Die Kirche steht unter Denkmalschutz.

## Geschichte
Der Ort Eggendorf wurde 1316 urkundlich genannt. Ort und Kirche wurden oft zerstört, 1446 durch Johann Hunyadi, später durch Matthias Corvinus, 1529 durch die Türken, 1604 durch die Ungarn und 1705, 1706 und 1798 durch die Kuruzzen. Die Pfarre, am Ende des 14. Jahrhunderts von der Pfarre St. Ulrich (?) in Wiener Neustadt abgelöst, war 1532 verwaist, und wurde 1686 der Pfarre Lichtenwörth inkorporiert. 1605, nach einem Brand, wurde die Kirche mit Kardinal Melchior Khlesl wieder aufgebaut. 1712 war Eggendorf wieder eine selbständige Pfarre.

## Architektur
Die romanische Chorturmkirche ist mit einem massigen quadratischen Chorturm im Kern erhalten. Der dreigeschoßige Chorturm hat Uhrengiebel und einen Spitzhelm. Das hoch proportionierte im Kern romanische Langhaus hat barocke Rundbogenfenster. Die Langhausmauern sind steinsichtig und zeigen an der Südwand Quadermauerwerk mit Streben aus dem 12. und 13. Jahrhundert. Die vorgeblendete Westfassade mit Volutengiebel ist aus dem 17. Jahrhundert und hat einen kleinen vorgestellten offenen kreuzgratgewölbten Vorbau. Neben dem Eingang steht eine Statue Johannes Nepomuk aus der Mitte des 18. Jahrhunderts.
Das Kircheninnere hat einen zweijochigen Saalraum ohne Chor mit einem Platzlgewölbe mit Gurten auf massiven Wandpfeilern aus dem 17. Jahrhundert. Die gerade Chorabschlusswand wurde 1608 eingezogen. Dahinter befindet sich das ehemalige Chorquadrat mit einem verschliffenen Kreuzgratgewölbe und mit einer Zwischenwand unterteilt und rechts mit einer Spindeltreppe in den Turm. Die barocke Westempore ist vorgewölbt und steht kreuzgratunterwölbt auf toskanischen Säulen. Die Emporenbrüstung hat Putzfelder.

## Ausstattung
Der Hochaltar ist ein dreiteiliges frühhistoristisches Nischenretabel aus der Mitte des 19. Jahrhunderts mit einem mittigen Kruzifix und den seitlichen Bildern Peter und Paul. Der frühbarocke Tabernakel aus der 1. Hälfte des 17. Jahrhunderts zeigt große Engelsfiguren. Der Taufstein ist aus 1719.
Die Orgel aus 1893 hat ein neobarockes Gehäuse und stammt von Eduard Kanitsch.